# Delphinium yechengense
Delphinium yechengense är en ranunkelväxtart som beskrevs av Chang Y. Yang och B. Wang. Delphinium yechengense ingår i släktet storriddarsporrar, och familjen ranunkelväxter. Inga underarter finns listade i Catalogue of Life.